# 莫阿蒂澤
莫阿蒂澤是東非國家莫桑比克的城鎮，由太特省負責管轄，位於首府太特西北20公里的尚比西河畔，是該國的煤礦中心，附近的盆地估計煤炭儲量達25億噸。煤炭透過鐵路運往港口城市貝拉，再出口至外地。截至2012年，有八家礦業公司在莫阿蒂澤大地區營運，其中包括澳洲公司Riversdale Mining。2007年人口估計約39,073。以人口計算，它是莫桑比克西部繼太特之後的第二大城市。